# Teplička (dopływ Wagu)
Teplička – duży potok w Górach Strażowskich na Słowacji, lewobrzeżny dopływ Wagu. Długość ok. 26 km. Nazwa pochodzi od ciepłych źródeł („cieplic”) w dolinie w jego dolnym biegu, na terenie dzisiejszych Trenczyńskich Cieplic.
Źródła na zachodnich zboczach grzbietu łączącego szczyty Homôľka (907 m n.p.m.) i Vápeč (956 m n.p.m.), na wysokości ok. 600 m n.p.m., poniżej drogi II/574, łączącej miejscowości Valaská Belá i Horná Poruba. Spływa początkowo w kierunku południowo-zachodnim przez wieś Dolná Poruba, następnie w kierunku zachodnim. Poniżej wsi Omšenie skręca ku północnemu zachodowi. Tu potok przegrodzono niewielka zaporą, tworząc zbiornik wodny Baračka. Poniżej zapory Teplička przebija się przez pasmo gór wąską doliną, którą ograniczają Grófovec (557 m n.p.m.) na północy i Klepáč 575 m n.p.m. na południu i w której rozłożyło się uzdrowisko Trenczyńskie Cieplice. Przełom ten powstał w linii złomu tektonicznego, z którym związane jest występowanie wspomnianych ciepłych źródeł.
Pierwotnie Teplička uchodziła do Wagu w miejscowości Trenčianska Teplá na wysokości ok. 220 m n.p.m. Obecnie, po wybudowaniu Kanału Koczkowskiego, skierowano ją sztucznym korytem biegnącym na południe równolegle do ww. kanału, do którego uchodzi dopiero w Trenczynie, poniżej elektrowni wodnej Trenczyn, na wysokości ok. 210 m n.p.m.